# Miguel Ángel Leyes
Miguel Ángel Leyes (Buenos Aires, 5 febbraio 1952) è un ex calciatore argentino con passaporto cileno, di ruolo portiere.